# Michiel de Ruyter
Michiel Adriaenszoon de Ruyter (n. 24 martie 1607 - d. 29 aprilie 1676) a fost un amiral olandez. De Ruyter este cel mai cunoscut și unul dintre cei mai experimentați amirali din istoria Olandei, faimos pentru rolul jucat în  Războaiele Anglo-Olandeze din secolul al XVII-lea. A luptat împotriva englezilor și francezilor și a înregistrat câteva victorii importante asupra lor, cea mai cunoscută fiind probabil Raidul de la Medway. Piosul Ruyter era foarte iubit de marinarii și soldații săi; de la aceștia a căpătat cea mai semnificativă poreclă a sa: Bestevaêr (cuvântul olandez pentru "bunic").

## Tinerețea
De Ruyter s-a născut în 1607 în Vlissingen ca fiu al berarului Adriaen Michielszoon și al soției sale Aagje Jansdochter. Se cunosc puține date despre tinerețea lui De Ruyter, dar se crede că a devenit marinar la vârsta de 11 ani. Se spune că odată, cînd era copil, s-a cățărat pe scările care duceau pe acoperișul bisericii din orașul său. Neștiind că De Ruyter era acolo, niște lucrători au luat scările. De Ruyter a fost nevoit să spargă țiglele de pe acoperiș  ca să intre în biserică și să iasă pe ușă. În 1622 a luptat ca muschetar în armata Olandei, sub comanda lui Mauriciu de Nassau, împotriva spaniolilor, pentru eliberarea orașului Bergen-op-Zoom. În același an a revenit în cadrul flotei comerciale olandeze și a urcat rapid în ierarhie. Conform unor surse engleze, între anii 1623 și 1631 și-a desfășurat activitatea la Dublin ca agent al casei de comerț a fraților Lampsins, care avea sediul în Vlissingen. Deși sursele olandeze nu oferă nicio informație despre activitatea sa din acei ani, se știe că De Ruyter vorbea fluent limba irlandeză. Ocazional călătorea ca supervizor comercial în Mediterană sau pe Coasta Berberă. În acei ani se prezenta ca fiind Machgyel Adriensoon, numele său în dialectul zeelandez pe care îl vorbea, neluându-și încă numele "De Ruyter". De Ruyter este cel mai probabil o poreclă. O explicație poate fi găsită în sensul verbului olandez ruyten sau ruiten care înseamnă "a prăda", lucru pe care De Ruyter îl făcea frecvent când era corsar pe nava Den Graeuwen Heynst a fraților Lampsins.
În 1631 s-a căsătorit cu Maayke Velders, fiica unui fermier. Căsătoria a durat până la sfârșitul anului când Maayke a murit în timp ce dădea naștere unei fetițe; fetița a murit la trei săptămâni după aceea.
În 1633 și 1635 De Ruyter a navigat în calitate de ofițer de punte la bordul navei Groene Leeuw ("Leul Verde"), o balenieră ce activa în Insula Jan Mayen. În acel moment încă nu ajunsese la comandă. În vara anului 1636 s-a recăsătorit, de această dată cu Neeltje Engels, fiica unui burghez bogat, care i-a dăruit patru copii. Unul dintre aceștia a murit la scurt timp după naștere. Ceilalți s-au numit Adriaen (1637), Neeltje (1639) și Aelken (1642).
În 1637, De Ruyter a devenit comandantul unei nave de război cu misiunea de a vâna pirații din Dunkirk care prădau navele comerciale olandeze. A făcut aceasta până în 1640. După ce a navigat o perioadă în calitate de căpitan pe o navă comercială numită Vlissinge, a fost contactat din nou de Amiralitatea Zeelandei pentru a deveni comandantul navei Haze, un fost vas comercial transformat în navă de război și echipat cu 26 de tunuri. Vasul făcea parte din flota comandată de Amiralul Gijsels care lupta împreună cu portughezii împotriva Spaniei.
O flotă olandeză, cu De Ruyter al treilea la comandă, a respins o flotă spaniolă în Bătălia de la Capul St. Vincent din 4 noiembrie 1641. La întoarcere și-a cumpărat propria navă, Salamander, iar între 1642 și 1652 a făcut comerț și a călătorit în Maroc și Indiile de Vest pentru a face avere ca negustor. În această perioadă i-a crescut stima printre alți căpitani olandezi deoarece elibera cu regularitate sclavii creștini pe cheltuiala proprie.
În 1650 soția lui De Ruyter, care în 1649 dăduse naștere celui de-al doilea său fiu numit Engel, a murit neașteptat. Pe 8 ianuarie 1652 s-a căsătorit cu văduva Anna van Gelder și a decis că a sosit momentul să se retragă. A cumpărat o casă în Vlissingen, dar viața fericită de familie nu a durat mult.

## Primul Război Anglo-Olandez
În timpul Primului Război Anglo-Olandez (1652-1654) lui De Ruyter i s-a cerut să se alăture flotei în creștere ca subcomandant al unei escadre zeelandeze de nave finanțate privat. După ce inițial a refuzat, De Ruyter și-a demonstrat abilitățile sub comanda locotenent-amiralului Maarten Tromp, câștigând Bătălia de la Plymouth împotriva viceamiralului George Ayscue. A luptat și în Bătălia de la Kentish Knock și în Bătălia de la Gabbard. De Ruyter a servit drept comandant de escadră, respectiv comodor, grad care la vremea respectivă nu era unul oficial în marina olandeză.
Moartea lui Tromp în Bătălia de la Scheveningen a pus capăt războiului și De Ruyter a respins oferta insistentă a lui Johan de Witt de a primi funcția de comandant suprem deoarece se considera "necorespunzător", temându-se că, dacă încalcă principiul seniorității, va intra în conflict cu Witte de With și Johan Evertsen. Mai târziu De Ruyter și De Witt au devenit prieteni. După refuzul lui De Ruyter, Colonelul Jacob van Wassenaer Obdam a ajuns noul comandant suprem al flotei olandeze. De Ruyter a declinat și oferta de a fi consilierul naval al lui Obdam. A rămas totuși în serviciul marinei olandeze și, mai târziu, a acceptat din partea Amiralității din Amsterdam propunerea să devină viceamiral, lucru care s-a întâmplat pe 2 martie 1654. În 1655, De Ruyter s-a mutat cu familia în Amsterdam.

## 1655-1663
În 1655 De Ruyter a primit comanda unui detașament de opt nave (Tijdverdrijf fiind nava comandant)  și a pornit spre Mediterană cu un convoi de 55 de nave comerciale. Ordinele sale erau să protejeze comerțul olandez. Operând pe Coasta Berberă a capturat câțiva corsari renumiți. După ce a negociat o pace cu Salé, De Ruyter a revenit în Olanda în mai 1656.
În aceeași lună Statele Generale, devenind tot mai conștiente de planurile expansioniste ale regelui suedez Carol al X-lea, au decis să intervină în Războaiele Nordice trimițând o flotă în Marea Baltică. Suedezii controlau această zonă după ce Carol a invadat Polonia și s-a proclamat rege. De Ruyter s-a îmbarcat din nou pe nava Tijdverdrijf, sosind în zonă pe 8 iunie. Acolo l-a așteptat pe locotenent-amiralul Jacob van Wassenaer Obdam. După ce Obdam și-a asumat comanda, De Ruyter și flota olandeză au navigat pentru a elibera orașul Danzig de sub asediu, pe care l-au eliberat pe 27 iulie fără vărsare de sânge. O lună mai târziu a fost semnată pacea. Înainte să părăsească Marea Baltică, De Ruyter și alți ofițeri au fost primiți în audiență de Frederic al III-lea al Danemarcei. Lui De Ruyter i-a plăcut de regele danez care mai târziu i-a devenit prieten personal.
În 1658, Statele Generale, la sfatul unui membru din conducere, Cornelis de Graeff (unul dintre primarii Amsterdamului), au decis din nou să trimită o flotă în Marea Baltică pentru a proteja comerțul baltic important și pentru a-i ajuta pe danezi în conflictul cu suedezii, care continuau să atace în ciuda angajamentului de pace. În concordanță cu politica echilibrului de putere al Statelor, a fost trimisă o flotă sub comanda lui Jacob van Wassenaer Obdam, de această dată fără De Ruyter, care era implicat într-o blocadă a orașului Lisabona. Pe 8 noiembrie a avut loc o confruntare sângeroasă: Bătălia din Golf, care s-a încheiat cu o victorie olandeză, iar orașul Copenhaga a fost eliberat. Totuși, suedezii încă nu erau învinși iar Statele au decis să continue sprijinul. De Ruyter a luat comanda unei noi flote expediționare și a reușit să elibereze orașul Nyborg în 1659. Pentru această acțiune a primit titlul de cavaler din partea regelui Frederic al III-lea al Danemarcei. Din 1661 până în 1663 De Ruyter a condus diferite convoaie în Mediterană.

## Al Doilea Război Anglo-Olandez

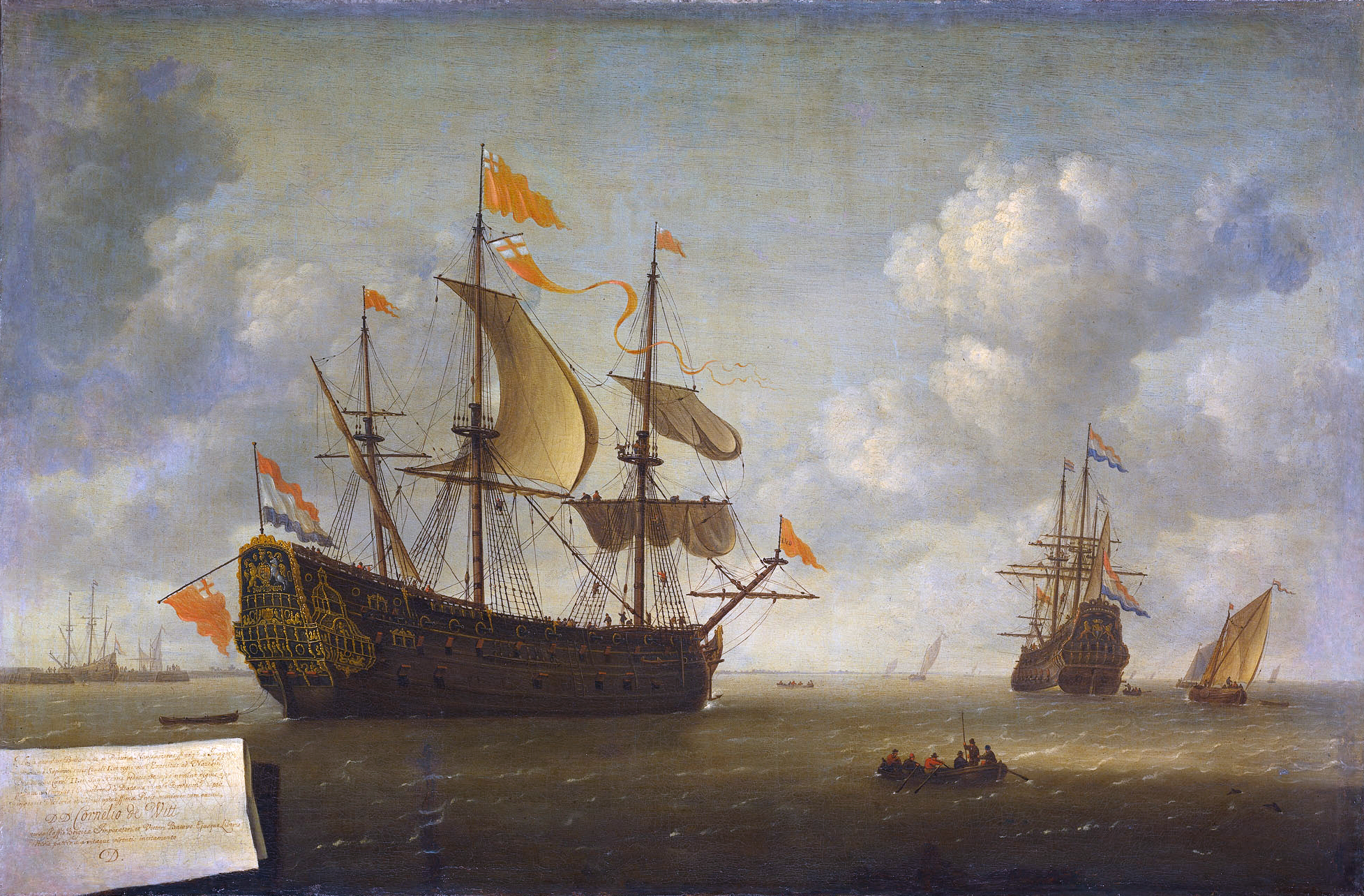
Capturarea navei engleze Royal Charles de către olandezi. Pictură de Jeronymus van Diest

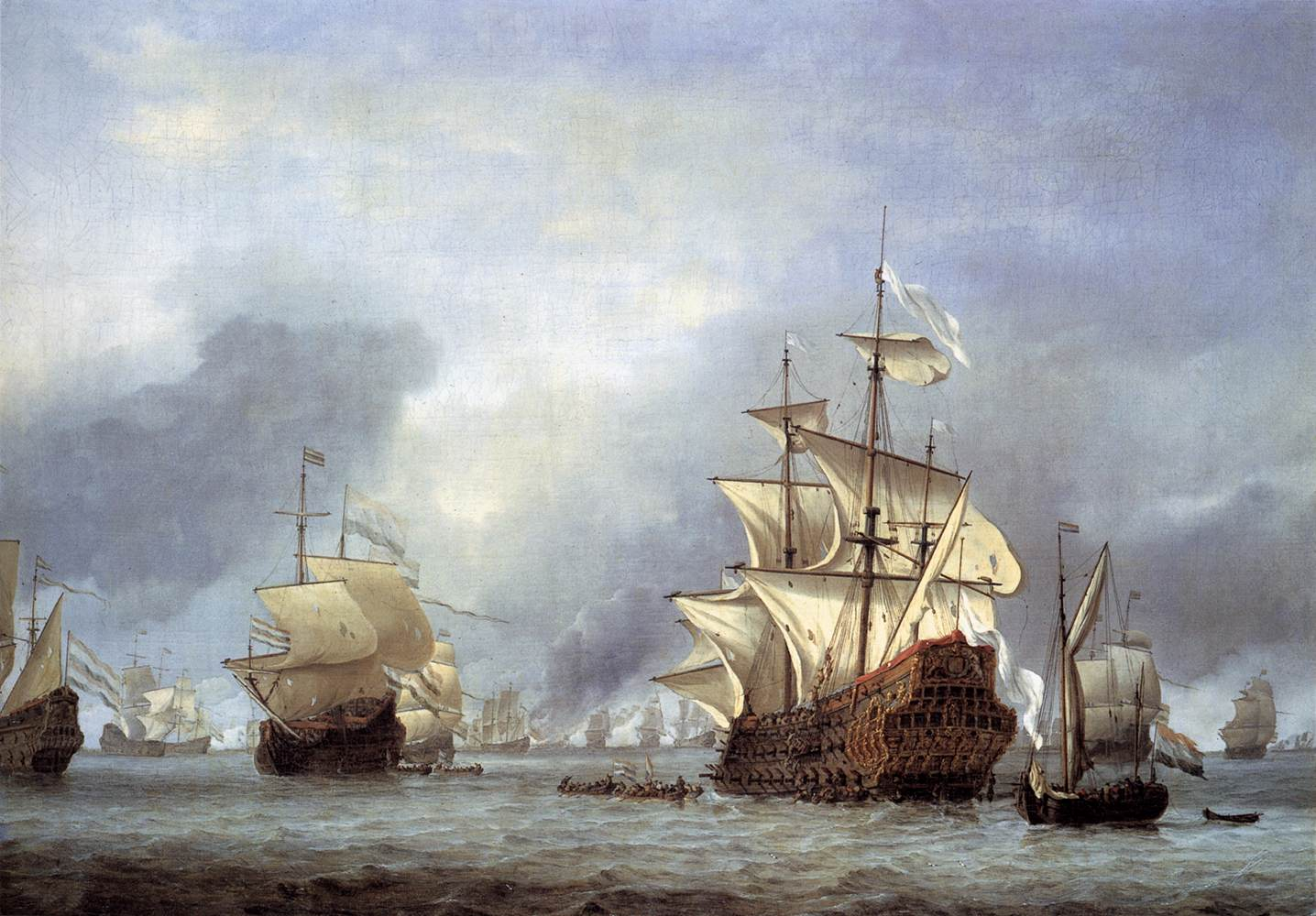
Capturarea navei engleze Royal Prince în timpul Bătăliei de Patru Zile. Pictură de Willem van de Velde cel Tânăr

În 1664, cu un an înainte să înceapă oficial Al Doilea Război Anglo-Olandez, De Ruyter s-a confruntat cu englezii pe coasta Africii de Vest unde atât englezii cât și olandezii aveau afaceri cu sclavi. A recucerit posesiunile olandeze ocupate de Robert Holmes și apoi a traversat Atlanticul pentru a prăda coloniile engleze din America de Nord.
Sosind în Barbados la sfârșitul lunii aprilie 1665, la bordul navei Spiegel ("Oglinda"), și-a condus flota formată de 13 nave în Golful Carlisle, distrugând multe dintre navele engleze staționate acolo. Incapabil să aducă la tăcere tunurile engleze și pentru că vasele sale fuseseră afectate considerabil, s-a retras în colonia franceză Martinica, pentru reparații.
Navigând spre nord din Martinica, De Ruyter a capturat mai multe vase engleze și a furnizat provizii coloniei olandeze de la Sint Eustatius. Având în vedere pagubele suportate, a decis un atac asupra New York-ului (fostul New Amsterdam) pentru a cuceri Noua Olandă. S-a îndreptat apoi către Newfoundland, capturând niște vase comerciale engleze și cuceri St. John's pentru o vreme, înainte să se îndrepte spre Europa. 
La întoarcerea în Olanda a aflat că Van Wassenaer a fost ucis în dezastruoasa Bătălie de la Lowestoft. Mulți se așteptau ca fiul lui Tromp, Cornelis, să ia comanda flotei confederate, în special însuși Cornelis Tromp. Totuși, Tromp era inacceptabil pentru regimul de regență al lui Johan de Witt datorită sprijinului pentru Prințul de Orania. Popularitatea lui De Ruyter a crescut după revenirea sa eroică și, cel mai important, datorită susținerii sale pentru Statele Generale și pentru Johan de Witt în special. Prin urmare, a fost numit comandant al flotei olandeze pe 11 august 1665, ca locotenent-amiral (un grad pe care la acea vreme îl împărțea cu alți șase) al Amiralității din Amsterdam.
În Al Doilea Război Anglo-Olandez (1665-1667) a obținut o victorie grea în Bătălia de Patru Zile (iunie 1666) și abia a scăpat din dezastrul în Bătăliei de Ziua Sfântului Iacob (august 1666) care l-a adus în conflict cu Cornelis Tromp și care a condus ulterior la destituirea acestuia. Apoi s-a îmbolnăvit grav, revenindu-și la timp pentru a prelua comanda oficială a flotei pentru a executa Raidul de la Medway în 1667. Raidul de la Medway a fost o înfrângere costisitoare și umilitoare pentru englezi, soldându-se cu capturarea navei-amiral HMS Royal Charles (una dintre cele mai puternice nave din flota engleză) și aducându-i pe olandezi aproape de Londra. Un atac planificat al olandezilor asupra orașului Harwich condus de De Ruyter a trebuit să fie abandonat după ce aceștia au fost alungați la Landguard Fort la sfârșitul războiului. Pacea de la Breda a pus capăt războiului. Între 1667 și 1671, De Witt i-a interzis să mai navigheze, pentru a nu-și pune viața în pericol. În 1669. a avut loc o tentativă eșuată de asasinat din partea unui susținător al lui Tromp, care a încercat să îl înjunghie cu un cuțit de pâine în holul de la intrare al casei sale.

## Al Treilea Război Anglo-Olandez și moartea

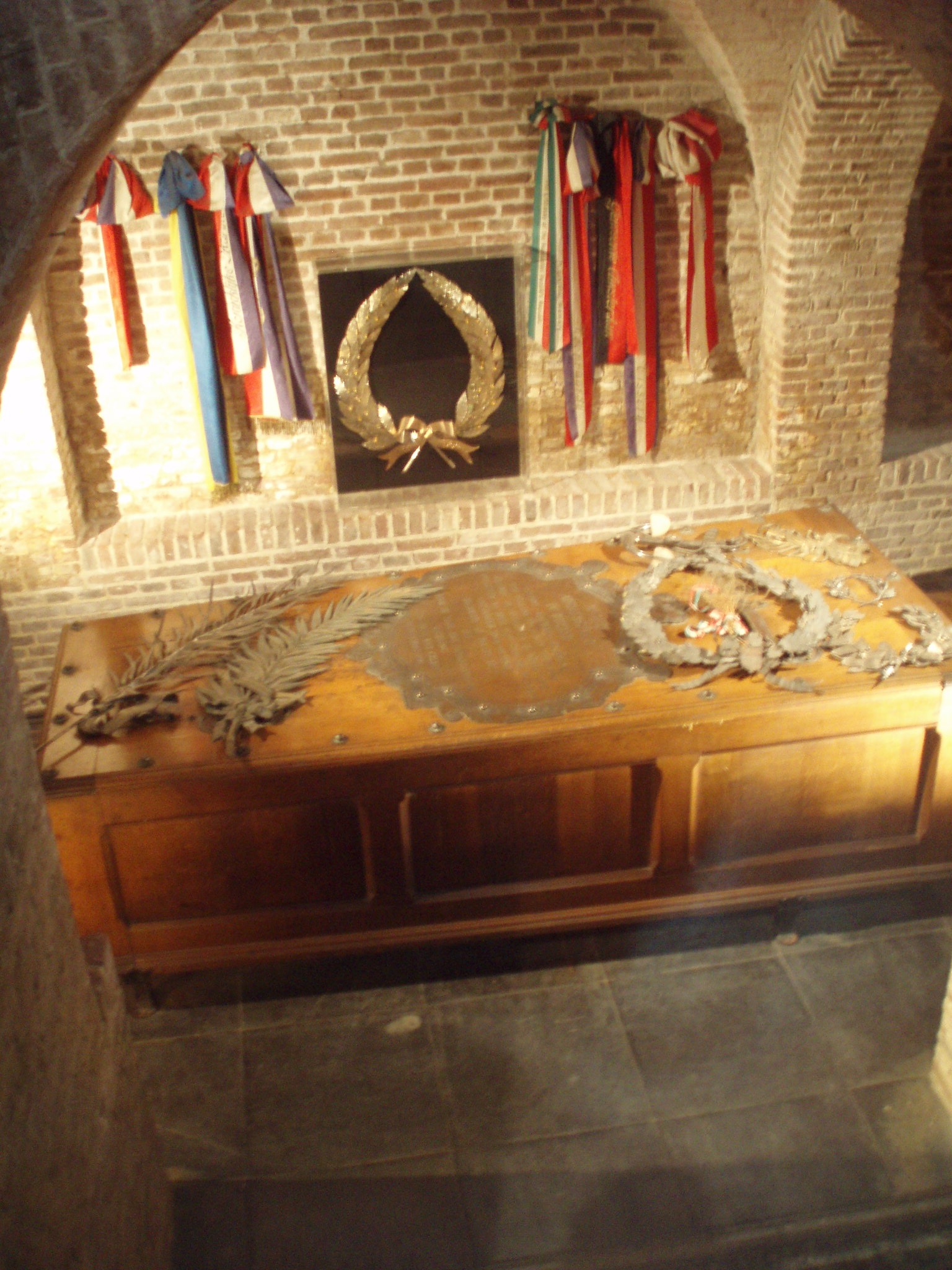
Mormântul lui Michiel de Ruyter

De Ruyter a salvat situația Olandei în Al Treilea Război Anglo-Olandez. Victoriile sale strategice asupra flotelor anglo-franceze mai mari în Bătăliile de la Solebay (1672) și dubla de la Schooneveld și Texel au împiedicat invazia. Noul grad de locotenent-amiral-general a fost creat special pentru el în februarie 1673 când noul Stadtholder William al III-lea de Orania a devenit amiral-general.
Purtând iarăși bătălii în Caraibe, de această dată împotriva francezilor, De Ruyter a sosit în Martinica la bordul navei sale amiral De Zeven Provinciën pe 19 iulie 1674. A condus o flotă importantă formată din 18 nave de război, nouă nave de transport și 15 nave de transport trupe cu 3.400 de soldați. Când a încercat să asalteze Fort Royal flota sa a fost adăpostită, permițând forțelor franceze puternic depășite numeric să își întărească defensiva. În ziua următoare, noile estacade amplasate l-au împiedicat pe De Ruyter să intre în port. Cu toate acestea, soldații olandezi au debarcat fără sprijinul tunurilor flotei și au fost măcelăriți în încercarea de a ajunge la fortificațiile franceze situate pe culmile dealurilor abrupte. În două ore, soldații au revenit la flotă cu 143 de morți și 318 răniți, comparativ cu cei doar 15 francezi morți. Aspirațiile sale s-au năruit și, deoarece a fost pierdut elementul surpriză, De Ruyter a navigat la nord spre Dominica și Nevis după care a revenit în Europa, timp în care bolile s-au răspândit la bordul navelor sale.
În 1676, a preluat comanda unei flote combinate olandezo-spaniole, pentru a ajuta la suprimarea Revoltei din Messina și s-a confruntat cu o flotă franceză sub comanda lui Abraham Duquesne, în Bătălia de la Stromboli și în Bătălia de la Augusta, unde a fost rănit mortal când o ghiulea i-a retezat piciorul drept. Pe 18 martie 1677, De Ruyter a avut parte de funeralii de stat elaborate. Trupul său a fost îngropat la Nieuwe Kerk ("Biserica Nouă") din Amsterdam. În 1679, succesiunea la postul de comandant i-a revenit lui Cornelis Tromp.

## Moștenire

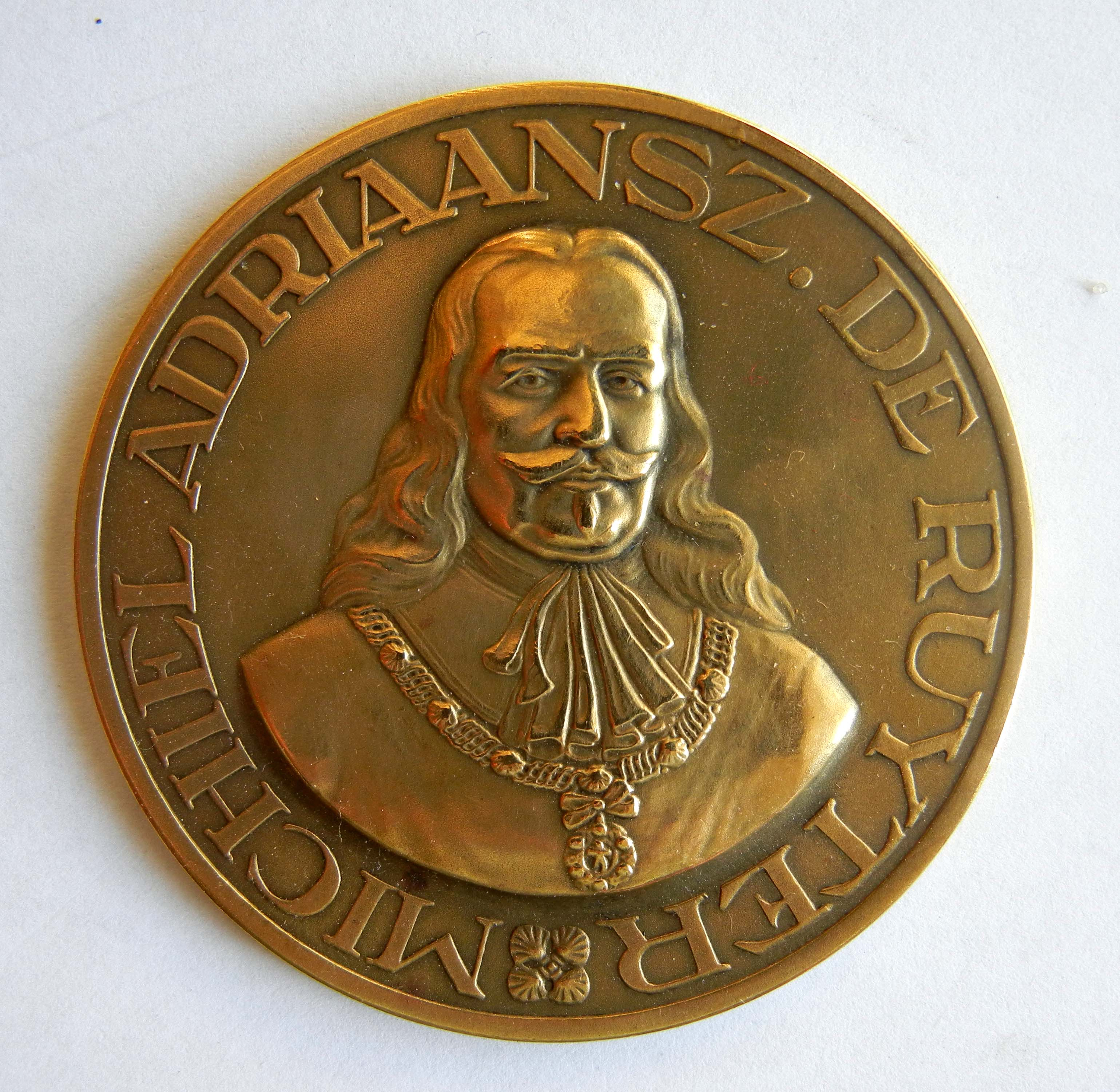
Medalie comemorativă olandeză din 1926, pentru a marca 250 de ani de la moartea lui De Ruyter

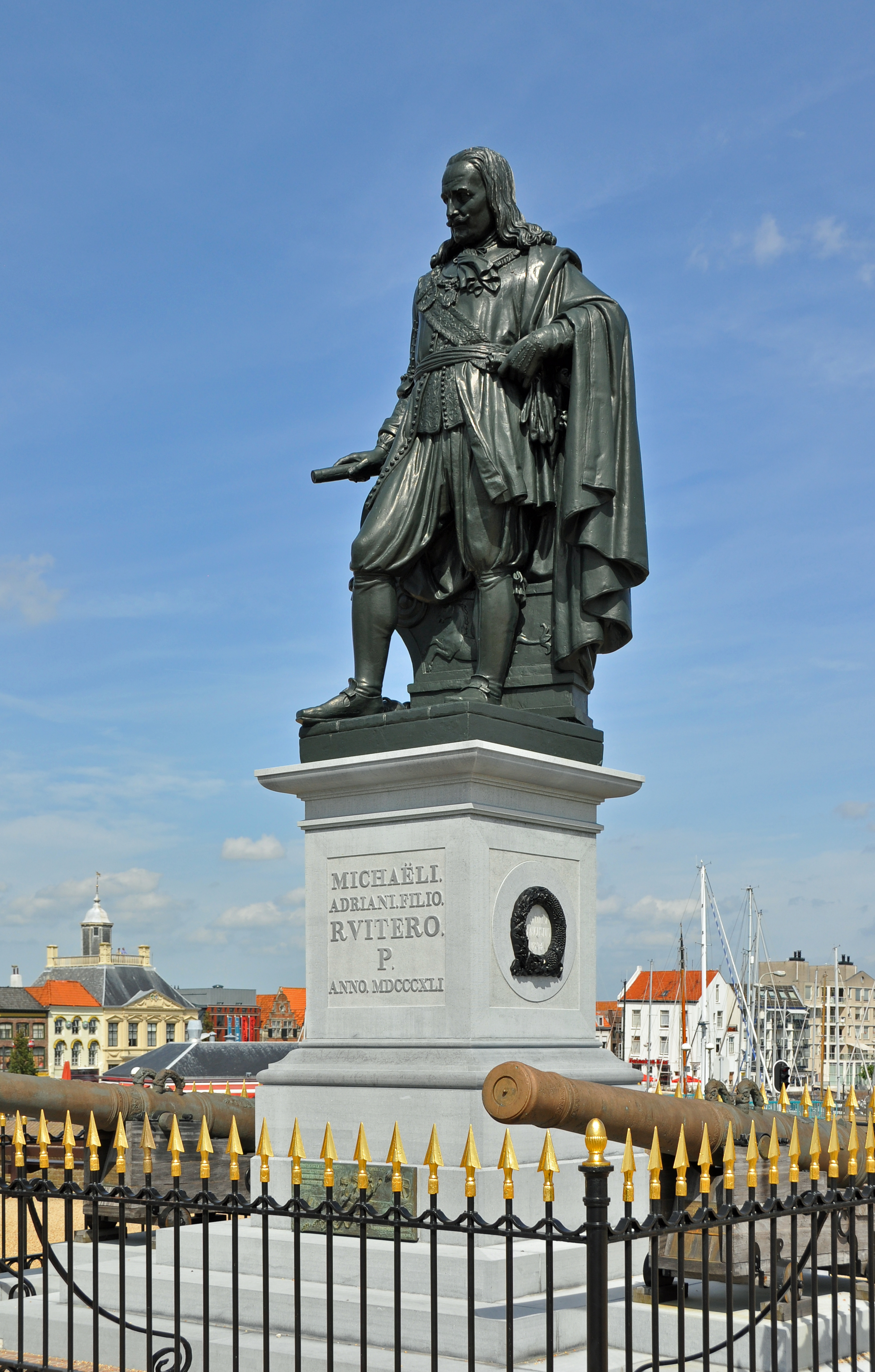
Statuia lui De Ruyter din Vlissingen

De Ruyter era foarte respectat de marinarii și soldații săi care foloseau pentru el termenul afectiv de Bestevaêr ("Bunic"), atât datorită faptului că nu ținea cont de ierarhie (el însuși fiind de origini umile), cât și datorită refuzului său de a se retrage din situații îndrăznețe și riscante, în ciuda naturii sale prudente.
Este onorat printr-o statuie în orașul său natal, Vlissingen, unde privește către mare. Aproape fiecare oraș din Olanda are o stradă care îi poartă numele.
Respectul pentru el s-a extins și dincolo de granițele Republicii de odinioară. În ultimul său drum spre casă, răposatul De Ruyter a fost salutat cu salve de tun trase de pe țărmurile Franței, la ordinele directe ale regelui Ludovic al XIV-lea. Orașul maghiar Debrecen i-a ridicat o statuie pentru rolul său în eliberarea din sclavie a 26 de preoți maghiari protestanți.
Șase nave din Marina Regală a Olandei au fost numite "HNLMS De Ruyter", iar alte șapte sunt numite după nava sa amiral, "HNLMS De Zeven Provinciën". În 2007, în timpul campaniei "Cei Mai Mari Olandezi", De Ruyter a ocupat locul șapte după numărul de voturi. 
De Ruyter încă are descendenți care trăiesc în: Statele Unite, Marea Britanie, Africa de Sud, Australia, Noua Zeelandă și Canada.
Printr-o încercare de redeșteptare a patriotismului olandez, s-a turnat în 2015, sub regia lui Roel Reiné și a lui Klaas de Jong, un film biografic și istoric despre acest amiral. 